# Moss Icon

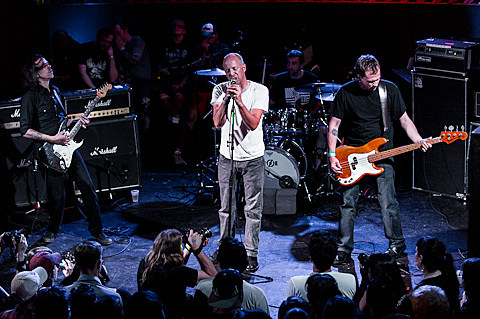
Moss Icon, wiedervereint 2012

Moss Icon war eine von 1986 bis 1991 bestehende experimentelle Emocore- bzw. Post-Hardcore-Band aus Annapolis, Maryland, USA.

## Geschichte
Gegründet wurde die Band 1986. Im Januar 1988 nahmen sie ihre erste 7"-Platte Hate in me in Eigenregie auf. Sieben Monate später folgte die zweite Platte: Mahpuia Luta. Ebenfalls 1988 erschien ihre von Les Lentz und Tony French aufgenommene LP Lyburnum Wits End Liberation Fly.
Neben einem Nebenprojekt mit dem Namen Breathing Walker, an dem alle Mitglieder von Moss Icon sowie drei weitere Musiker – Alexander Badertscher, Zak Fasciello und Tim Horner – mitarbeiteten, erschien 1991, in dem sich die Band auflöste, die dritte 7" der Band mit dem Namen Memorial. Weiterhin wurde auch eine LP als Split-Album mit der Band Silver Bearing veröffentlicht.
Ebullition Records veröffentlichte 1994 dann ein Album mit allen Liedern von Memorial sowie der Split-LP und einigen Live-Mitschnitten der Band.
2001 kam die Band noch einmal zusammen, um einige Konzerte zu spielen – wobei der verhinderte Mark Laurence am Schlagzeug durch Zak Fusciello vertreten wurde.
Die Band hatte einen linkspolitischen Anspruch, verurteilte etwa die Aktivitäten der US-Regierung in Nicaragua und Guatemala gegen die dortigen linken Kräfte und zeigte sich solidarisch mit der Indigenen Bevölkerung Amerikas. 

## Stil
Die Band gilt als stilbildend für das Emocore-Genre, hatte aber auch Einfluss auf den gerade entstehenden Grunge. Vor allem indem die Band durch den differenzierten und bewussteren Umgang mit den schon von früheren DC-Bands wie Rites of Spring bekannten Stilelementen, wie dem laut-leise- und geschrien-clean gesungen-Schemen arbeitete, beeinflusste sie das Subgenre extrem. Die Musik zeichnet sich durch die explosiven Schreiausbrüche, sowie repetitive, tranceartige Melodieschemas.
Ihr Sound wurde von Andy Radin, einem ehemaligen Bassisten der Screamo-Band Funeral Diner, so beschrieben:

“Moss Icon strips the ‘emo’ element down to the core, and adds a great deal of intricate, arpeggiated guitar melody (by Tonie Joy, later of Born Against, Lava, Universal Order of Armageddon, etc.) with a strong focus on loud/soft dynamics. The vocals, too, break new ground by building up to actual top-of-the-lungs screaming at songs’ climaxes.”

## Diskografie
- Demo Kassette (1987, selbst herausgebracht)
- Hate in Me 7″(1988, Vermin Scum)
- Mahpuia Luta 7″(1989, Vermin Scum)
- Memorial 7″ (1991, Vermin Scum)
- Moss Icon/Silver Bearing split LP, Split-LP mit Silver Bearing (1991, Vermin Scum)
- Lyburnum (Wit’s End Liberation Fly) LP (1994, Vermiform Records, neu aufgelegt auf CD 1997 bei Vermoiform Records)
- It Disappears LP (1995, Ebullition Records / Vermin Scum)